# 9359 Fleringe
9359 Fleringe (1992 ED11) là một tiểu hành tinh vành đai chính.